# Vogelschauplan

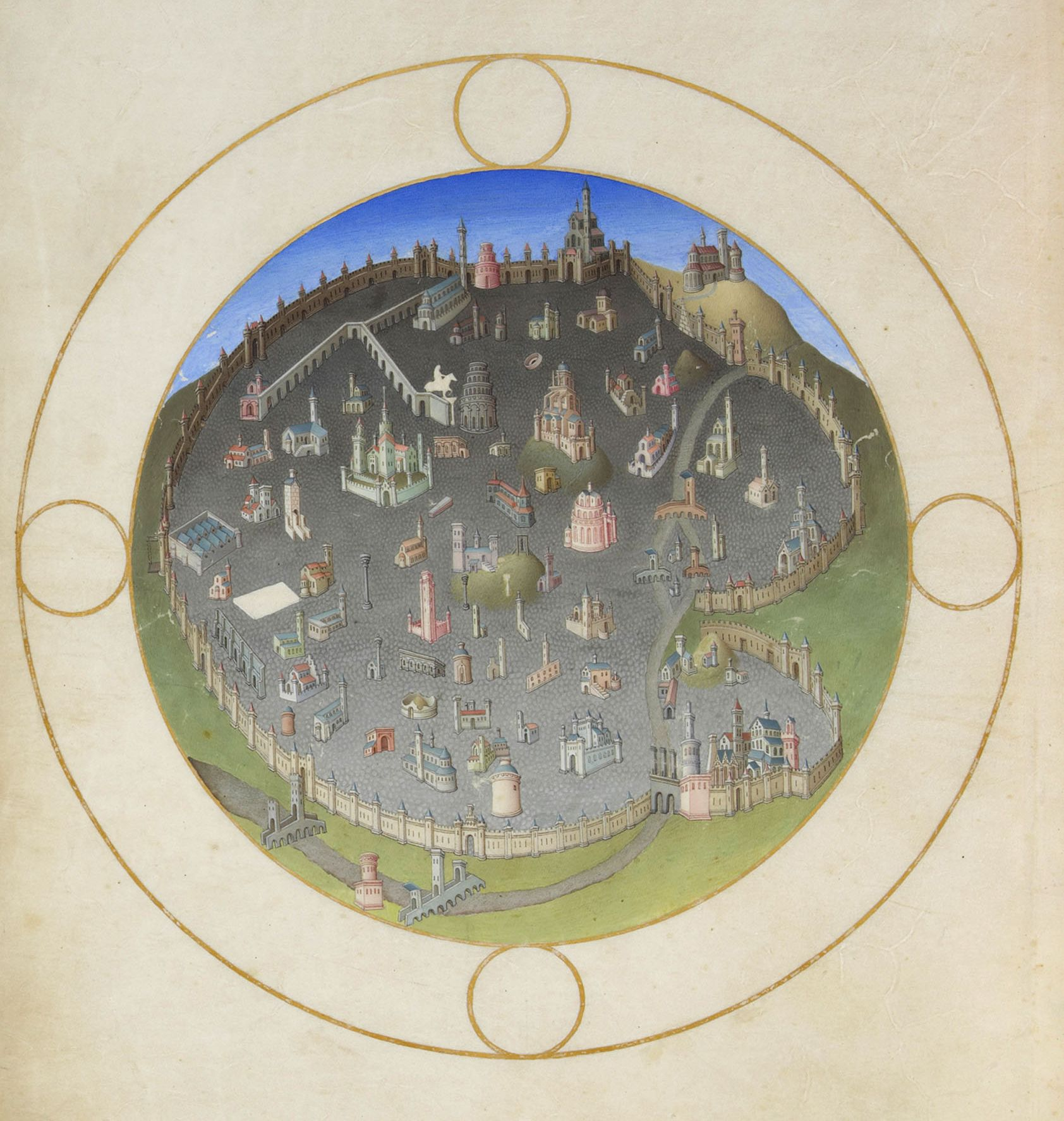
Vogelschauplan von Rom
(frühes 15. Jahrhundert)

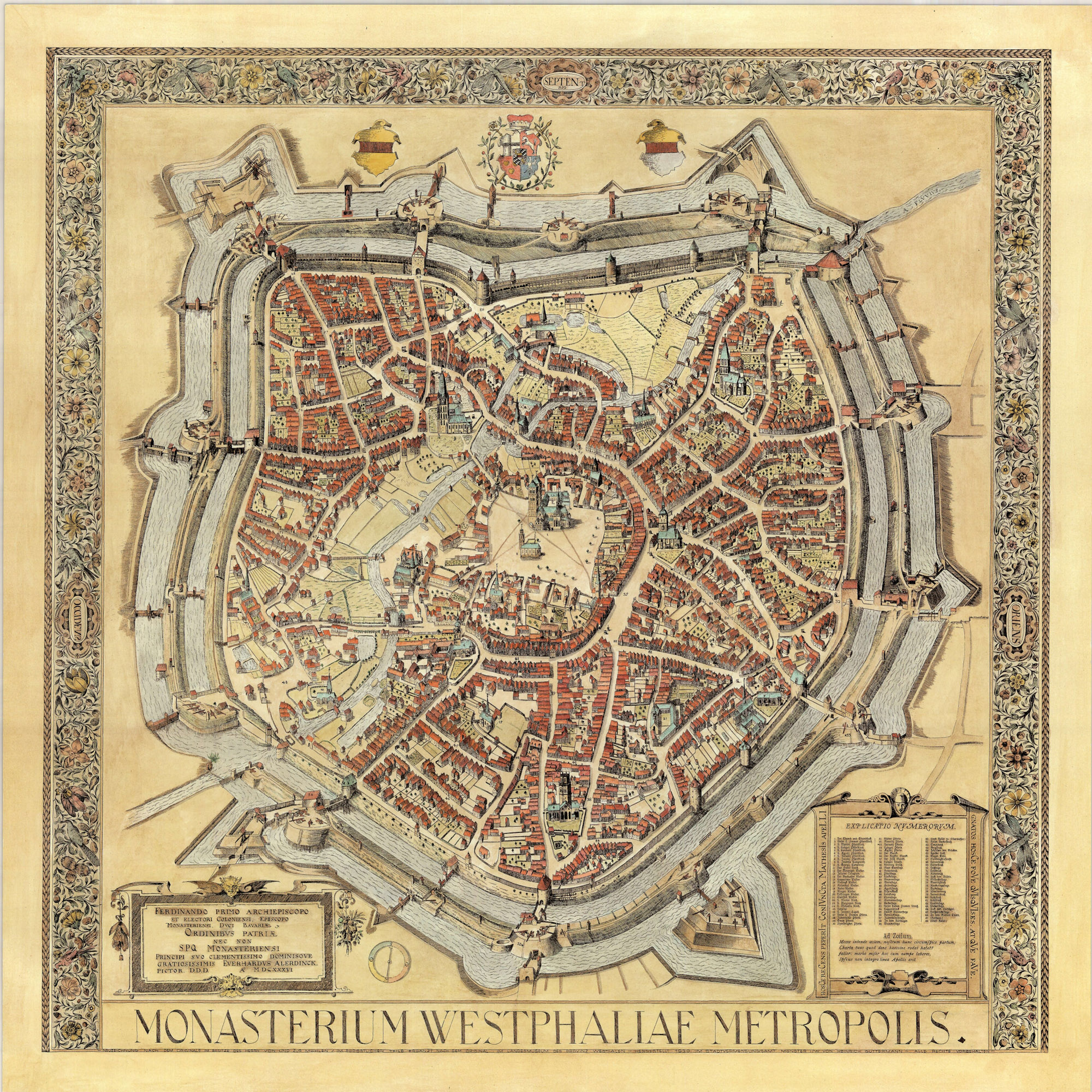
Alerdinck-Plan von Münster (1636)

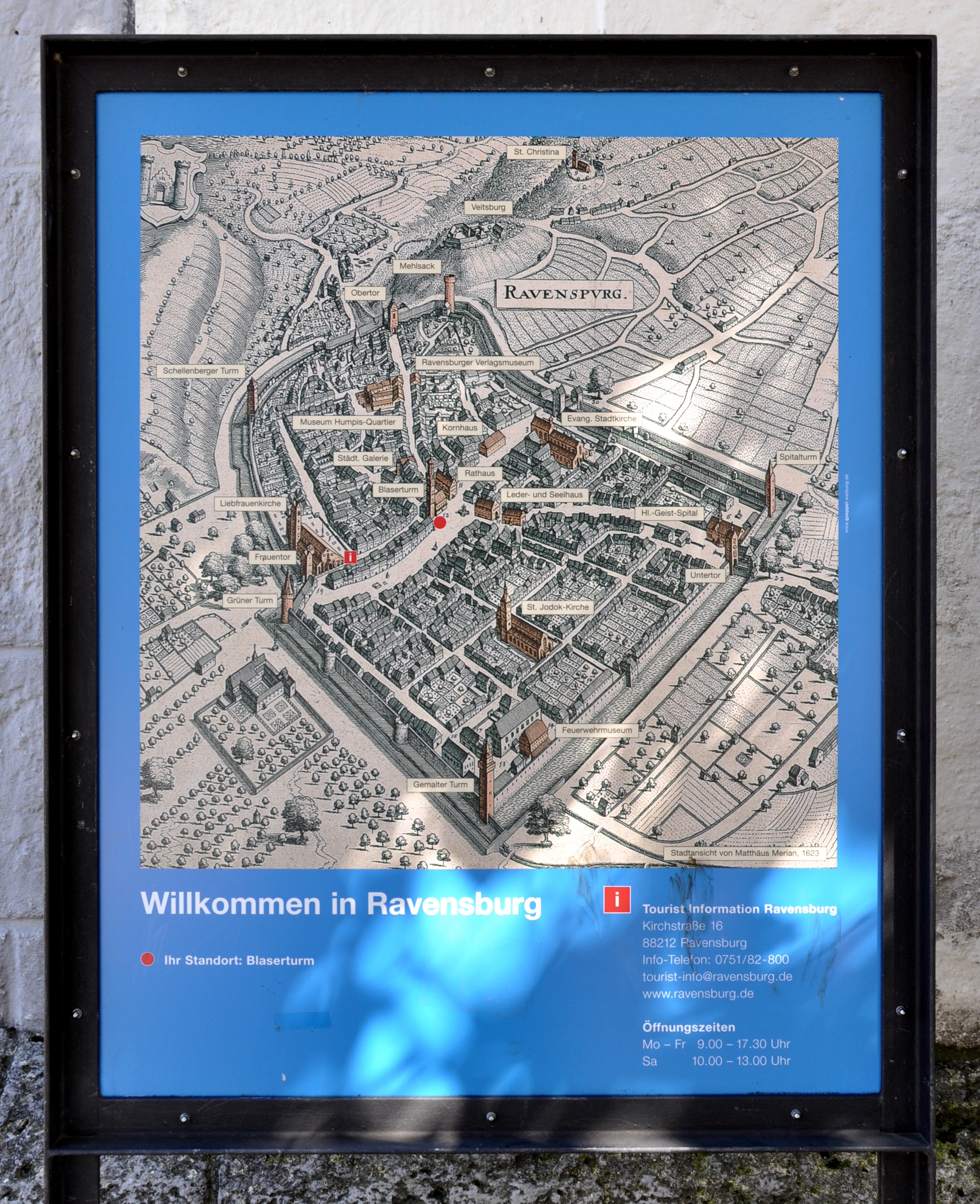
Informationstafel für Touristen in Ravensburg mit Kennzeichnung der Sehenswürdigkeiten auf dem Vogelschauplan von Merian (1623)

Vogelschauplan ist die Bezeichnung für einen Plan oder eine Bildkarte, die eine Siedlung, Landschaft oder Sehenswürdigkeit aus der Vogelperspektive in Schrägansicht und meist detailgetreu zeigt. Diese entstanden bereits im frühen 15. Jahrhundert und stellen heute ergiebige Forschungsquellen dar.
Die Künstler bemühten sich dabei um eine maßstabsgerechte und lagegenaue Darstellung und eine wirklichkeitsgetreue Wiedergabe selbst kleinster Details der Gebäude, Straßen und Plätze. Erhaltene Vogelschaupläne liegen aus dem frühen 15. Jahrhundert vor. 
Ab wann dieser Begriff verwendet wurde, ist unklar. Auftraggeber für die Vogelschaupläne waren meist reiche Landesherren oder Adelige. Die anfangs als Kupferstiche, Radierungen oder Tuschzeichnungen in Schwarz-Weiß produzierten Pläne wurde teilweise von Hand nachkoloriert. Im 19. Jahrhundert entstanden sie auch als farbige Gemälde wie beispielsweise der Vogelschauplan von Köln von Jakob Scheiner oder als farbige Lithographien wie der Vogelschauplan von Basel von Johann Friedrich Mähly.
Viele Vogelschaupläne gingen im Laufe der Jahrhunderte verloren und existieren nur noch als Reproduktionen. Die wenigen erhaltenen Originale sind heute im Besitz von Museen, Sammlungen, Bibliotheken oder Archiven.
Bekannte Vogelschaupläne werden oft nach ihren Erstellern benannt, so
- der Alerdinck-Plan von Münster nach Everhard Alerdinck,
- die Bahre-Pläne von Regensburg nach Hans Georg Bahre

- der Sickinger-Plan von Freiburg nach Gregorius Sickinger,
- der Corputius-Plan von Duisburg nach Johannes Corputius,
- der Murerplan von Zürich von Jos Murer oder
- die Bollmann-Bildkarten vom Bollmann-Bildkarten-Verlag.

## Bedeutung und Nutzen
Heute sind die Vogelschaupläne Gegenstand wissenschaftlicher Forschung. Für Historiker, Stadtarchäologen, Geographen, Soziologen und Archivare sind sie wertvolle Quellen ihrer Arbeit. Sie ermöglichen die Lokalisierung längst nicht mehr vorhandener Gebäude, Straßen und Gewässerläufe und die Erforschung und Dokumentation der Stadtentwicklung und -geschichte. Auch können sie zum Verständnis alter Ortsbezeichnungen und der Schilderungen von Gegebenheiten und Gepflogenheiten beitragen, die in Briefen, Abhandlungen und Ratsprotokollen aus ihrer Entstehungszeit erwähnt werden. So wurde beispielsweise erst mithilfe des Vogelschauplans von Ulm klar, was mit dem in alten Ratsprotokollen erwähnten Begriff „Sandhäuslein“ gemeint war, wie es damals aussah und wo es sich befand. Es handelte sich um einen kleinen straßenseitigen Anbau an ein Wohnhaus am alten Marktplatz, der zur Lagerung von Streusand diente. Auf dem Vogelschauplan von 1597 noch deutlich zu erkennen, ist das Gebäude auf späteren Plänen nicht mehr zu finden.
Schon im Mittelalter dienten Vogelschaupläne dem Zweck, Reisenden die Orientierung in einer fremden Stadt zu erleichtern. Dies galt insbesondere für größere Städte wie beispielsweise Rom, die von Pilgern aufgesucht wurden, die oft des Lesens nicht mächtig waren.
Die Stadt Ravensburg verwendet heute eine graphisch bearbeitete Reproduktion des Vogelschauplans von Matthäus Merian aus dem Jahr 1623 mit farbig hervorgehobenen Sehenswürdigkeiten auf einer Informationstafel für Touristen. Die Stadt Frankfurt am Main bildet in ihren Informationsbroschüren über einzelne unter Denkmalschutz stehende Gebäude zur Lagekennzeichnung ebenfalls farbige Ausschnitte aus einem Merian-Vogelschauplan ab.

## Bekannte Vogelschaupläne (Auswahl)
- 1521: Augsburg (Georg Seld)

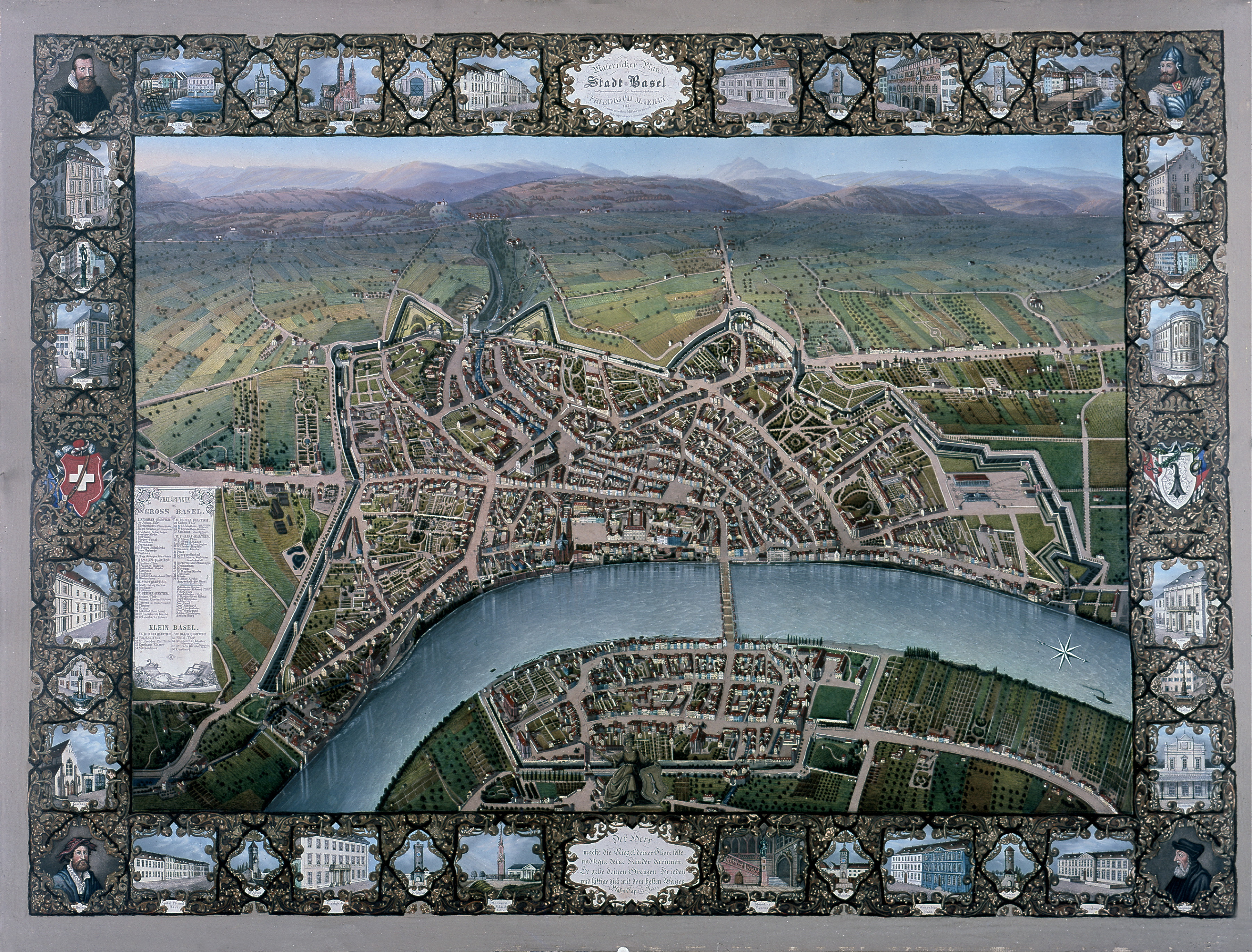
Vogelschauplan von Basel von Johann Friedrich Mähly (1847)

- 1566: Duisburg (Johannes Corputius)
- 1576: Zürich (Jos Murer)
- 1589: Freiburg im Breisgau (Gregorius Sickinger)
- 1613: München (Tobias Volckmer)
- 1615: Basel (Matthäus Merian)[1]
- 1626: Augsburg (Wolfgang Kilian, der „Kilianplan“)
- 1630: Regensburg (Hans Georg Bahre)[2][3][4]
- 1636: Münster (Westfalen) (Everhard Alerdinck)
- 1732: Brockenkarte von 1732, L. S. Bestehorn
- 1778: Wien (Joseph Daniel von Huber)[5]
- 1845: Freiburg im Breisgau (Joseph Wilhelm Lerch)